# 施密特山
83°14′S 57°48′W / 83.233°S 57.800°W
施密特山（英語：Schmidt Hills）是南極洲的山峰，位於伊利沙伯女皇地，處於柴爾德斯冰川以北，屬於彭薩科拉山脈中尼普頓山脈的一部分，全長28公里，根據美國地質調查局的測量和美國海軍的空中照片被繪入地圖。